# Réserve forestière de Kanneliya

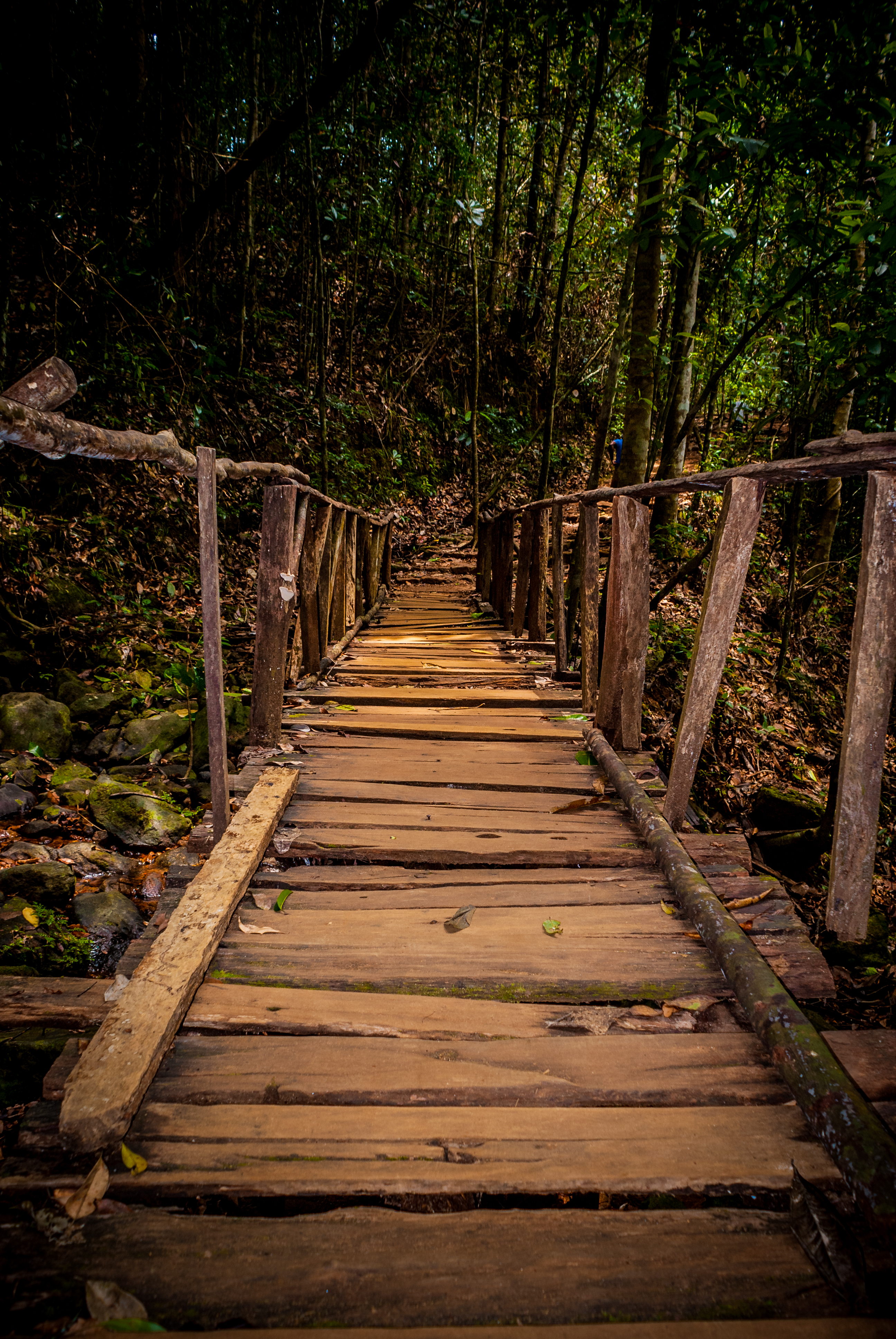
Pont de bois dans la Réserve de Kanneliya

La réserve forestière de Kanneliya (KND) est une réserve de biosphère au Sri Lanka, dans la province du Sud, englobant les forêts de Kanneliya, Nakiyadeniya et Dediyagala (KND). Elle est classée comme réserve de biosphère par l'UNESCO en 2004.

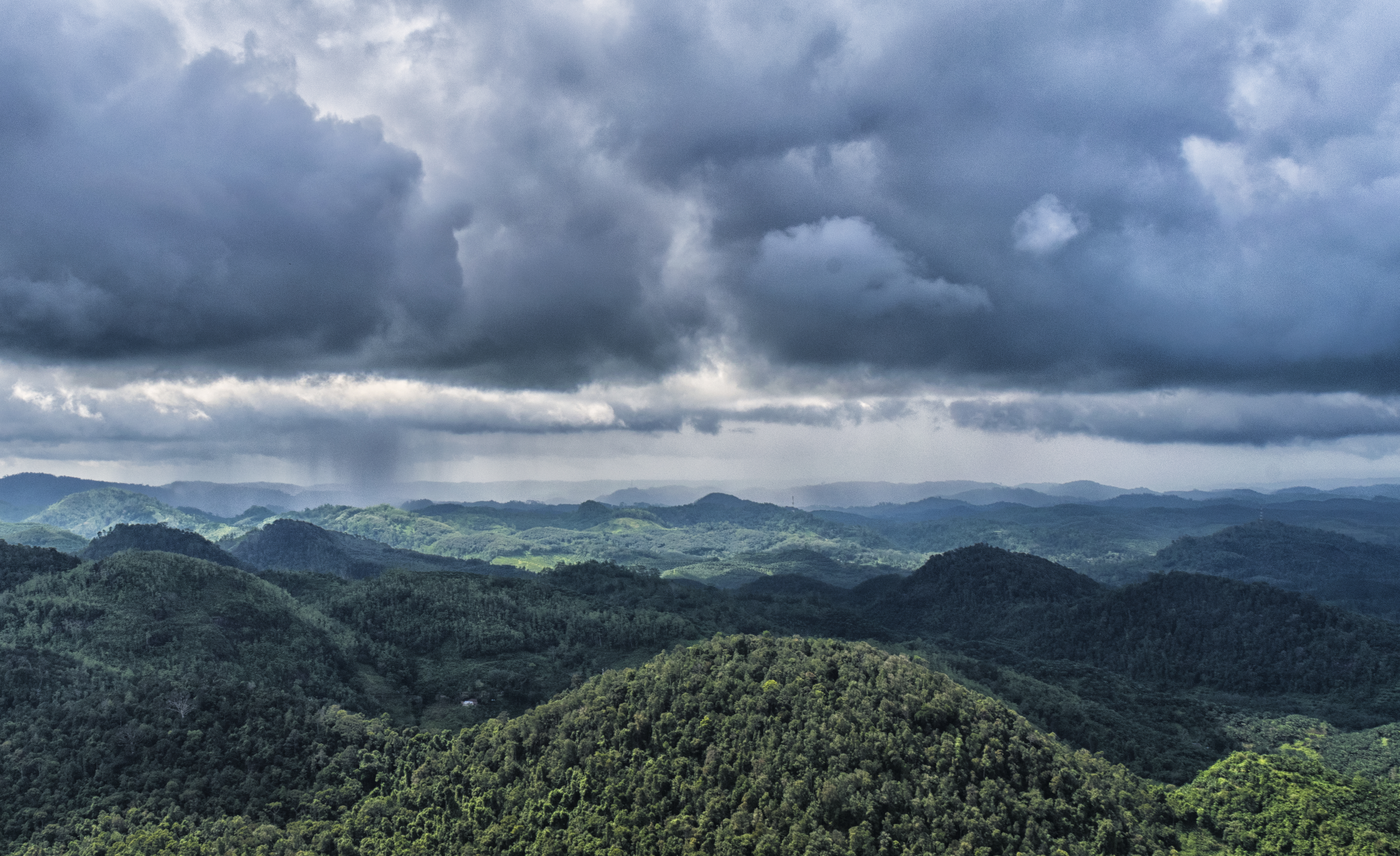
Vue aérienne sous un orage

## Géographie
Elle couvre :
- la forêt de Kanneliya (la zone centrale de 5 894 ha) constituée de forêts naturelles denses
- la forêt de Nakiyadeniya (5 866 ha)
- la forêt de Dediyagala (13 473 ha)

## Caractéristiques
La réserve forestière de Kanneliya est l'une des 4 réserves de biosphère du Sri Lanka.
Les différentes études qui ont été réalisées (National Conservation Review et Biodiversity Monitoring Survey) ont mis en évidence l’importance de sa biodiversité.
De plus, la réserve forestière de Kanneliya (KND) s'avère être le site le plus riche en biodiversité végétale du Sri Lanka.
Sa valeur culturelle, historique et socio-économique est également considérable.

## Aspects socio-économiques
La zone de transition (TZ) couvre diverses utilisations des terres telles que les cultures de thé, de caoutchouc, de cannelle et de riz, ainsi que les fermes, les cantons, les routes, etc.
Elle se compose de 24 Grama Niladhari Divisions (GN) (la plus petite unité administrative du pays).
La zone de transition abrite 24 000 personnes réparties dans diverses catégories professionnelles. Certains d'entre elles dépendaient considérablement de la réserve de biosphère pour les produits non ligneux tels que les fruits, les plantes médicinales, les résines, les fibres, le bois de chauffage et la viande de brousse. Il s’agit d’une menace majeure pour la Réserve forestière de Kanneliya (KND) et cela affecte considérablement la destruction de ses habitats.